# Sainte-Louise
Sainte-Louise är en kommun av typen socken (municipalité de paroisse) i provinsen Québec i Kanada. Den ligger i regionen Chaudière-Appalaches, i den östra delen av landet, 500 km öster om huvudstaden Ottawa.